# Charles-Bukowski-Gesellschaft
Die Charles-Bukowski-Gesellschaft (CBG) ist eine literarische Vereinigung, die sich der Erforschung von Leben, Werk und Wirkung des US-amerikanischen Schriftstellers Charles Bukowski widmet. Sie ist als gemeinnützig anerkannt.

## Wirken
Gegründet wurde die Charles-Bukowski-Gesellschaft 1996 in Berlin, um neben eigener Forschung, teilweise an historischen Schauplätzen von Bukowskis Leben, auch sekundäre Literatur zu sichten. Die Ergebnisse dieser Recherchen werden im Jahrbuch der CBG in Printform veröffentlicht. Darüber hinaus verfügt die CBG über ein eigenes Archiv, in welchem Primär- und Sekundärliteratur sowie sonstige im Zusammenhang mit Bukowski stehenden Publikationen gesammelt werden.
Die CBG arbeitet u. a. mit Menschen zusammen, die Bukowski noch persönlich gekannt haben, sowie mit allen maßgeblichen Literaturwissenschaftlern, die sich diesem Autor widmen (auch international), und sitzt somit direkt an der Quelle.
Die Aufdeckung von posthumen Verfälschungen am Werk des Autors (betroffen sind weit über 400 Gedichte) wurde von der CBG maßgeblich mitgetragen und erstmals in deren Jahrbuch 2011/12/13 in einem Übersichtsartikel publiziert.
Im Jahr 2014 organisierte und kuratierte die CBG eine Ausstellung im Literaturarchiv Sulzbach-Rosenberg und veröffentlichte begleitend einen Ausstellungskatalog (ISBN 978-3-87512-321-0).
2015 zeigte sie welterstmals einen vollständigen Video-Mitschnitt von Bukowskis einziger Lesung außerhalb Amerikas, am 18. Mai 1978 in der Markthalle, Hamburg. Diese Premiere fand wiederum in der Markthalle statt.
2020 veröffentlichte sie in Kooperation mit der Website www.bukowski.net die bis dato vollständigste und zuverlässigste Quelle mit biografischen Daten in einer synchronoptischen Übersicht (ISBN 978-3-87512-323-4).
Das für den 100. Geburtstag des Autors geplante große Festival in Bamberg (u. a. mit Beteiligung der Bamberger Symphoniker, Nora Gomringer und der Universität, zu welchem neben einem Filmfest und Lesungen auch Vorträge international renommierter Bukowski-Experten und seiner Tochter auf dem Programm standen) musste coronabedingt zunächst auf das Folgejahr 2021 und anschließend aus demselben Grund nochmals verschoben werden. Es fand schließlich vom 21. bis 25. Juni 2022 statt.

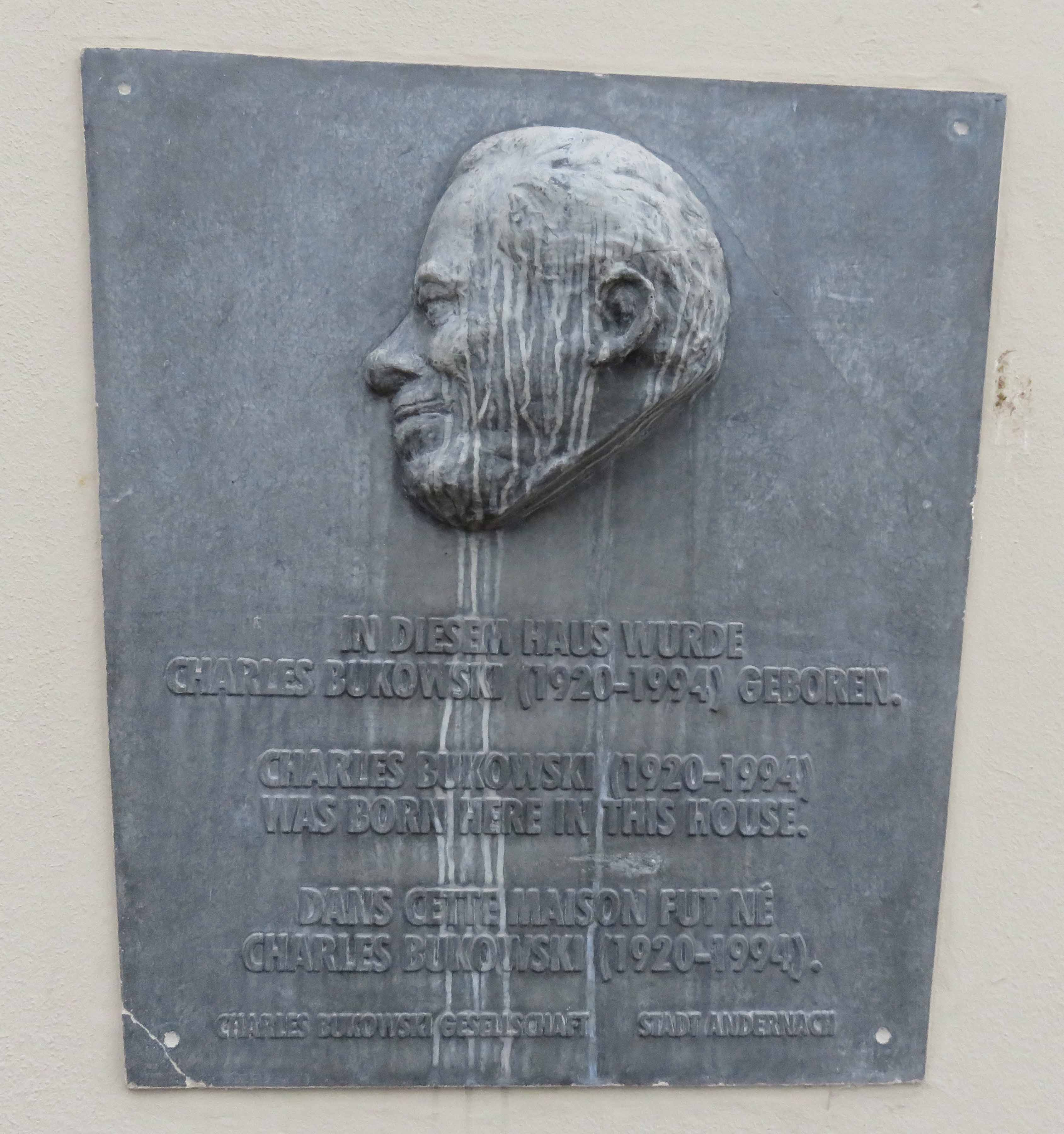
Gedenktafel am Geburtshaus auf Veranlassung der Bukowski-Gesellschaft 1998

Gute Beziehungen bestehen auch zur Geburtsstadt des Autors Andernach am Rhein, wo u. a. mehrmals das jährliche Symposium der CBG im August stattfand. Am Geburtshaus hat die CBG in Zusammenarbeit mit der Stadt Andernach 1998 eine Gedenktafel angebracht.
Bukowski selbst hatte eine eher zwiespältige Beziehung zu Institutionen wie der CBG. So steht in seinen Tagebuchaufzeichnungen (dt. Den Göttern kommt das große Kotzen): „Einige Zeit nach meinem Tod werde ich richtig entdeckt. Alle, die mich zu Lebzeiten gefürchtet oder gehasst haben, finden mich jetzt ganz toll. Meine Worte sind überall. Clubs und Gesellschaften werden gegründet. Sogar den Göttern kommt das große Kotzen.“